# La paura numero uno
La paura numero uno è una commedia in tre atti scritta da Eduardo De Filippo nel 1950, inserita dall'autore nella raccolta Cantata dei giorni dispari.

## Trama
Matteo Generoso rende impossibile la vita dei suoi familiari, ossessionato dalla paura dello scoppio della terza guerra mondiale. La moglie Virginia, esasperata, si rivolge al fratello Arturo che escogita una trovata: organizza un finto giornale radio nel quale si annuncia lo scoppio della tanto paventata guerra. Tranquillizzato dalla realizzazione del suo timore ossessivo, Matteo riesce finalmente a guardare avanti, e acconsente al matrimonio della figlia Evelina con il giovane Mariano Conforto.
Però per un tragico errore anche Luisa, la madre di Mariano, si convince, malgrado le successive spiegazioni di Virginia, che sia effettivamente scoppiata un'altra guerra: la donna, che aveva perso il marito e il figlio maggiore nei precedenti conflitti, è morbosamente legata a Mariano, e all'idea che possa partire anche lui per la guerra lo mura letteralmente vivo in uno stanzino, intenzionata a farlo uscire soltanto alla fine del conflitto.
Dopo un certo tempo Mariano riesce in qualche modo a fuggire dalla sua prigione e a sposare Evelina. Luisa, apparentemente, accetta la realtà, ma, anche a causa del matrimonio del figlio, resta frustrata nel suo feroce e irrazionale amore materno, e cerca di alleviare il suo dolore dedicandosi alla confezione di marmellate e di frutta sciroppata. Se i figli, infatti, sono destinati a crescere e ad allontanarsi dalla madre, le marmellate possono essere chiuse a chiave in un armadio senza ribellarsi, possono essere possedute senza manifestare nessuna volontà, quindi in definitiva gratificano maggiormente la cieca possessività di Luisa.

## Critica
Nata su commissione di Gino Cervi e Andreina Pagnani, La paura numero uno fu per il suo autore un relativo insuccesso. Dopo il primo periodo di rappresentazione nella stagione teatrale '50-'51, non fu più ripresa; la critica si espresse negativamente circa la commedia, evidenziando i difetti strutturali dell'opera, con passaggi dal comico al drammatico, dal farsesco al melodrammatico ritenuti troppo bruschi e mal amalgamati, e non ultimo l'espediente narrativo della madre che mura in casa il figlio, ritenuto troppo poco plausibile. A cinque anni esatti da Napoli milionaria!, il tema della guerra torna ad ispirare la fantasia di Eduardo; ma non quella già combattuta, con il suo strascico di lutti e sconvolgimenti morali. Ora è una guerra futura, possibile, temuta, incombente, attualissima: la guerra fredda, della quale tanto si discute in quel momento, e che potrebbe diventare guerra atomica proprio mentre il papa (Pio XII) lancia al mondo il messaggio di fratellanza dell'Anno Santo 1950.
Tutto questo dà alimento a La paura numero uno, una commedia con molti – forse troppi – personaggi che entrano ed escono dalla scena con un criterio di ingegneria teatrale del tutto nuovo, ma piuttosto frammentario e discontinuo. Persino Cervi e la Pagnani, nella lettera in cui garbatamente rinunciano al lavoro di Eduardo, li rilevano "marionette senza passione".
Non mancano, come sempre, ottimi spunti di comicità, fra i quali vanno almeno citati l'assurda incetta di provviste fatta da Matteo e, in generale, la sua paradossale reazione davanti alla notizia dell'inizio delle ostilità. Ai ricami umoristici fanno da contraltare momenti di profonda tristezza, come quello in cui Matteo e Arturo passano in rassegna le guerre a cui l'Italia del Novecento ha partecipato, associando a ciascuna di esse una canzone goliardica tranne che alla più recente: gli orrori del secondo conflitto mondiale, da Auschwitz a Hiroshima, possono solo ridurre a un silenzioso sgomento.
La paura numero uno soffre però di uno squilibrio fra i primi due atti, in cui si dipana la vicenda del protagonista, e il terzo, praticamente tutto dedicato al personaggio di Luisa, quasi fosse un'altra opera a sé stante.